# Ruth Gbagbi
Ruth Marie Christelle Gbagbi (født 7. februar 1994 i Abidjan) er en ivoriansk taekwondokæmper.
Hun konkurrerede i 67 kg-vægtklassen ved sommer-OL 2012; hun blev besejret af Hwang Kyung-Seon i den indledende runde og elimineret af Helena Fromm i opsamlingsrunden.
Ved sommer-OL 2016 besejrede hun Farida Azizova da hun vandt vinde bronzemedaljen. Gbagbi vendte tilbage ved sommer-OL 2020 og vandt endnu en bronze.